# Coelogyne hitendrae
Coelogyne hitendrae är en orkidéart som beskrevs av Sitanath Das och Sudhanshu Kumar Jain.
Coelogyne hitendrae ingår i släktet Coelogyne och familjen orkidéer. Inga underarter finns listade i Catalogue of Life.